# Thymallus nigrescens
Thymallus nigrescens es una especie de pez de la familia Salmonidae en el orden de los Salmoniformes.

## Morfología
• Los machos pueden llegar alcanzar los 30,6 cm de longitud total.

## Alimentación
Es omnívoro y come preferentemente plancton.

## Hábitat
Es un pez de agua dulce, de clima templado y bentopelágico.

## Distribución geográfica
Se encuentra en Asia: es una especie de pez endémica del lago Khuvsgul (Mongolia)

## Observaciones
Es inofensivo para los humanos.